# Loxosceles seri
Loxosceles seri là một loài nhện trong họ Sicariidae.
Loài này thuộc chi Loxosceles. Loxosceles seri được miêu tả năm 1983 bởi Gertsch & Ennik.